# Dalladora lligadora
La dalladora lligadora, també coneguda originalment com a dalladora lligadora de cànem, és una dalladora mecànica que a més de tallar les mies permet lligar-les i formar gavelles automàticament, estalviant el treball manual i aconseguint un alt rendiment en cultius com el blat, el sègol, el sèsam, el cotó o l'arròs, entre d'altres.
La lligadora és bàsicament una implementació acoblada al xassís de la dalladora la funció de la qual és la de formar garbes i descarregar-les en el terra, ja nuades. La descàrrega s'efectua entre les rodes de la màquina, la qual cosa fa necessari l'alçat dels eixos de les rodes, unides d'aquesta manera per un pont realçat. D'ací el nom de "dalladora a pont" donat al model 622 i a altres inspirats en ell. Açò mateix explica també el descentrament de la direcció i del selló, situats al costat esquerre de la màquina en el sentit de la marxa per a deixar el pas lliure a les gavelles que la màquina va dipositant en el sòl.